# مكتب مسؤولية الميزانية (المملكة المتحدة)
مكتب مسؤولية الميزانية ( OBR ) هو هيئة عامة غير إدارية تمولها وزارة الخزانة في المملكة المتحدة ، وقد أنشأتها حكومة المملكة المتحدة لتقديم توقعات اقتصادية مستقلة وتحليل مستقل للمالية العامة. تم إنشاؤه رسميًا في مايو 2010 بعد الانتخابات العامة (على الرغم من أنه تم تشكيله سابقًا في شكل ظل من قبل معارضة حزب المحافظين في ديسمبر 2009)  وتم وضعه على أساس قانوني بموجب قانون مسؤولية الميزانية والمراجعة الوطنية لعام 2011 .  وهي واحدة من عدد متزايد من هيئات الرقابة المالية الرسمية المستقلة حول العالم. 
ريتشارد هيوز، المدير السابق للسياسة المالية في وزارة الخزانة ، يتولى منصب الرئيس منذ أكتوبر 2020. 

## أنظر أيضاً
- المجلس المالي
- مكتب التخطيط الاتحادي (بلجيكا)
- موظف الميزانية البرلمانية (كندا)
- مكتب ميزانية الجمعية الوطنية (كوريا)
- مكتب الميزانية بالكونجرس (الولايات المتحدة)
- مكتب CPB الهولندي لتحليل السياسات الاقتصادية (هولندا)
- مكتب الميزانية البرلمانية (أستراليا)
- المجلس الأعلى للمالية العامة (فرنسا)
- المجلس الاستشاري المالي الأيرلندي (أيرلندا)
- الهيئة المستقلة للمسؤولية المالية (إسبانيا)
- المجلس الاستشاري المستقل لمجلس الاستقرار (ألمانيا)
- مجلس السياسة المالية السويدي (السويد)
- اللجنة المالية الاسكتلندية/ (اسكتلندا)